# Асоціація Атлантичного договору
Асоціація Атлантичного договору (ААД, англ. The Atlantic Treaty Association, ATA) — міжнародна громадська організація, покликана зміцнювати співробітництво народів країн Євроатлантичного простору. Основною метою діяльності є координація зусиль щодо формування спільного розуміння безпеки серед країн членів і партнерів НАТО.

## Історія
Асоціація Атлантичного договору (ААД) створена на першій Асамблеї добровільних національних організацій 14 країн-членів НАТО, яка відбулась у Гаазі 18 червня 1954 року, за підтримки євроатлантичних лідерів і політиків.
З початку 90-х років ААД регулярно приймає до своїх лав як асоційованих членів національні добровільні та неурядові організації, створені у країнах — партнерах НАТО. Асоційованими членами нині є 18 асоціацій. Відповідно до статуту ААД асоційовані члени стають дійсними, причому їхній статус дорівнює статусу членів-засновників, коли їхні країни стають членами НАТО і їх нове становище визнано Асамблеєю ААД на
пропозицію Ради АТА.
Починаючи з 1955 року у різних країнах, які представляють члени Асоціації, щорічно проводяться Генеральні Асамблеї ААД (ГА ААД), під час яких обговорюються важливі питання оцінки стану міжнародних відносин та подальшого співробітництва євроатлантичної спільноти.
У 1995 році, після Генеральної Асамблеї ААД у Торонто (Канада), до Асоціації Атлантичного договору приєдналася Атлантична рада України.
Після 1999 року, внаслідок змін у статуті Асамблея ААД може за поданням Ради надавати статус спостерігача неурядовим організаціям з країн, що беруть участь у Середземноморському діалозі, або тих, яких безпосередньо або у результаті географічного розташування торкаються проблеми євро-атлантичної безпеки, навіть якщо вони не підписали угоду про Партнерство заради миру.
Станом на 2014 рік ААД об'єднує 42 громадські організації з країн, що є членами Альянсу, а також з країн-учасників програми «Партнерство заради миру».

## Цілі
Цілями ААД та національних організацій, що входять до неї, є:
- інформувати громадськість щодо завдань та обов'язків Організації Північноатлантичного договору;
- провадити дослідження різноманітних цілей і видів діяльності НАТО та їх поширення в країнах Центральної й Східної Європи, як і розвитку Середземноморського діалогу НАТО;
- сприяти розвитку солідарності людей Північноатлантичного регіону та тих, чиї країни беруть участь у програмі «Партнерство заради миру»;
- сприяти розвитку демократії;
- розвивати співпрацю між усіма організаціями-членами задля сприяння досягненню вищезазначених цілей.

## Члени Асоціації Атлантичного договору
Члени Асоціації Атлантичного договору:
| Країна             | Назва                                                           |
| ------------------ | --------------------------------------------------------------- |
| Албанія            | Албанська Атлантична Асоціація                                  |
| Болгарія           | Атлантичний Клуб Болгарії                                       |
| Бельгія            | Бельгійська Атлантична Асоціація                                |
| Велика Британія    | Атлантична Рада Великої Британії                                |
| Греція             | Грецька Асоціація Атлантичного та Європейського Співробітництва |
| Данія              | Данська Атлантична Асоціація                                    |
| Ісландія           | Асоціація Західного Співробітництва                             |
| Іспанія            | Іспанська Атлантична Асоціація                                  |
| Італія             | Італійський Атлантичний Комітет                                 |
| Канада             | Атлантична Рада Канади                                          |
| Латвія             | Латвійська Трансатлантична Організація                          |
| Литва              | Литовська Асоціація Атлантичного Договору                       |
| Люксембург         | Люксембурзький Атлантичний Комітет                              |
| Нідерланди         | Нідерландський Атлантичний Комітет                              |
| Німеччина          | Німецьке Атлантичне Товариство                                  |
| Норвегія           | Норвезький Атлантичний Комітет                                  |
| Північна Македонія | Евроатлантичний Клуб                                            |
| Польща             | Польський Атлантичний Клуб                                      |
| Португалія         | Португальський Атлантичний Комітет                              |
| Румунія            | Евроатлантичний Центр                                           |
| Словаччина         | Словацька Атлантична Комісія                                    |
| Словенія           | Атлантична Рада Словенії                                        |
| США                | Атлантична Рада Сполучених Штатів Америки                       |
| Туреччина          | Турецький Атлантичний Комітет                                   |
| Угорщина           | Угорська Атлантична Рада                                        |
| Франція            | Асоціація Атлантичних Товариств                                 |
| Фінляндія          | Атлантична Рада Фінляндії                                       |
| Хорватія           | Атлантична Рада Хорватії                                        |
| Чехія              | Чеська Атлантична Комісія                                       |
| Швеція             | Атлантична Рада Швеції                                          |

## Асоційовані члени ААД
Асоційовані члени Асоціації Атлантичного договору:
| Країна      | Назва                                                  |
| ----------- | ------------------------------------------------------ |
| Австрія     | Австрійська Євроатлантична Асоціація                   |
| Азербайджан | Азербайджанська Асоціація Атлантичного Співробітництва |
| Грузія      | Грузинська Асоціація Атлантичної Співпраці             |
| Молдова     | Молдовська Євроатлантична Асоціація                    |
| Росія       | Асоціація Євроатлантичного Співробітництва             |
| Україна     | Атлантична Рада України                                |